# Dallas Cowboys 1979
La stagione 1979 dei Dallas Cowboys è stata la 20ª della franchigia nella National Football League. La squadra vinse la propria division ma venne subito eliminata a sorpresa nella prima gara di playoff dai Los Angeles Rams. Fu l'ultima stagione da professionista del quarterback Roger Staubach.

## Calendario

### Stagione regolare
| Turno | Data       | Avversario             | Risultato | Pubblico |
| ----- | ---------- | ---------------------- | --------- | -------- |
| 1     | 2/9/1979   | at St. Louis Cardinals | V 22–21   | 50,855   |
| 2     | 9/9/1979   | at San Francisco 49ers | V 21–13   | 56,728   |
| 3     | 16/9/1979  | Chicago Bears          | V 24–20   | 64,056   |
| 4     | 24/9/1979  | at Cleveland Browns    | S 26–7    | 80,123   |
| 5     | 30/9/1979  | Cincinnati Bengals     | V 38–13   | 63,179   |
| 6     | 7/10/1979  | at Minnesota Vikings   | V 36–20   | 47,572   |
| 7     | 14/10/1979 | Los Angeles Rams       | V 30–6    | 64,462   |
| 8     | 21/10/1979 | St. Louis Cardinals    | V 22–13   | 64,300   |
| 9     | 28/10/1979 | at Pittsburgh Steelers | S 14–3    | 50,199   |
| 10    | 4/11/1979  | at New York Giants     | V 16–14   | 76,490   |
| 11    | 12/11/1979 | Philadelphia Eagles    | S 31–21   | 62,417   |
| 12    | 18/11/1979 | at Washington Redskins | S 34–20   | 55,031   |
| 13    | 22/11/1979 | Houston Oilers         | S 30–24   | 63,897   |
| 14    | 2/12/1979  | New York Giants        | W 28–7    | 63,787   |
| 15    | 8/12/1979  | at Philadelphia Eagles | V 24–17   | 71,434   |
| 16    | 16/12/1979 | Washington Redskins    | V 35–34   | 62,867   |

### Playoff
| Turno      | Data       | Avversario       | Risultato |
| ---------- | ---------- | ---------------- | --------- |
| Divisional | 30/12/1979 | Los Angeles Rams | S 19-21   |